# Ortwin Hennig
Ortwin Hennig, NDC (* 23. März 1950 in Bielefeld) ist ein ehemaliger deutscher Diplomat. Er war zuletzt von 2010 bis 2015 deutscher Botschafter in Georgien.

## Biografie
Nach dem Abitur 1968 begann er ein Studium der Politikwissenschaften, Geschichte und Rechtswissenschaften. Von 1969 bis 1971 war er Soldat auf Zeit der Bundeswehr. Anschließend nahm er das Studium wieder auf und beendete dieses 1976 mit der Diplomprüfung in Politikwissenschaften.
1976 trat er in den Diplomatischen Dienst ein und fand nach Beendigung seiner Attachéausbildung 1978 zunächst Verwendung in der Zentrale des Auswärtigen Amtes in Bonn. Anschließend war er zwischen 1981 und 1982 an der Botschaft in Afghanistan und danach in der Sowjetunion tätig. Nach einer weiteren Tätigkeit an der Ständigen Vertretung bei der Europäischen Union von 1985 bis 1988 nahm er an einem Studiengang am NATO Defence College in Rom teil.
Daraufhin war er von 1989 bis 1991 Stellvertretender Referatsleiter im Auswärtigen Amt und dann Stellvertretender Leiter der Deutschen Delegation bei den Verhandlungen über konventionelle Streitkräfte in Europa (VSKE) in Wien. Nach einer Tätigkeit als Stellvertretender Leiter der Deutschen Delegation bei der Organisation für Sicherheit und Zusammenarbeit in Europa (OSZE) in Wien von 1992 bis 1997 war er als Referatsleiter im Bundespräsidialamt. Im Jahr 2000 erfolgte seine Berufung zum Gesandten und Leiter der Wirtschaftsabteilung an der Botschaft in Russland.
Nach seiner Rückkehr nach Deutschland war er von 2004 bis 2006 Beauftragter für Zivile Krisenprävention, Konfliktlösung und Friedenskonsolidierung (GF-K) in der Abteilung für Globale Fragen, Vereinte Nationen, Menschenrechte und Humanitäre Hilfe des Auswärtigen Amtes. Im Anschluss wurde er Vizepräsident des East West Institute und Direktor für das Konfliktpräventionsprogramm (Conflict Prevention Program) in Brüssel.
Von 2010 bis 2015 war Ortwin Hennig als Nachfolger von Patricia Flor Botschafter der Bundesrepublik Deutschland in Georgien. Anschließend trat er in den Ruhestand.